# Rollo & King
Rollo & King var en dansk musikgrupp bestående av Søren Poppe och Stefan Nielsen. De två männen namngav sig själva efter de mest kända hundnamnen i Danmark. Med deras debutalbum Midt i en løbetid, släppt 2000, toppade bandet de danska listorna i tretton veckor 2000-2001.
Danmarks radio bjöd in duon för att tävla i den danska uttagningen till Eurovision Song Contest 2001 tillsammans med sångerskan Signe Svendsen. De vann uttagningen med låten Der står et billede af dig på mit bord (sv: Det står en bild av dig på mitt bord) och representerade Danmark i Eurovisionfinalen på hemmaplan i Parken, Köpenhamn. Låten hade då översatts till engelska och hade titeln Never Ever Let You Go. Efter omröstningen slutade de tvåa efter estniska Tanel Padar och Dave Benton.
Gruppen splittrades 2002 varpå de två musikerna och Signe satsade på solokarriärer.

## Diskografi
- 2001 – Det nye kuld
- 2000 – Midt i en løbetid